# SN 1973O
SN 1973O – niepotwierdzona supernowa odkryta 4 września 1973 roku w galaktyce NGC 7337. W momencie odkrycia miała maksymalną jasność 19,00m.